# Love (album de Yuna Itō)
Pour les articles homonymes, voir Love.
Albums de Yuna Itō
Dream
(2009)
Love (Singles Best 2005-2010) est la 1re compilation de Yuna Itō, sortie le 8 décembre 2010 au Japon en CD, 2CD et CD+DVD sous le label Studioseven Recordings.
Il atteint la 8e place du classement de l'Oricon. Vendu à 20 662 exemplaires la première semaine, il reste classé 11 semaines pour un total de 46 802 exemplaires vendus.

## Liste des titres
| 1.  | Mamotte Agetai (守ってあげたい)                                                                          | HUB                                           | Shinichiro Murayama                | 5:19 |
| 2.  | Let It Go                                                                                                | Nakajima Yukino                               | Tabo Koichi                        | 5:16 |
| 3.  | Ima Demo Aitai yo... (avec Spontania) (今でも 会いたいよ･･･)                                             | Yuna Itō, Spontania, Jeff Miyahara            | Yuna Itō, Spontania, Jeff Miyahara | 3:49 |
| 4.  | Trust You                                                                                                | Markie                                        | Markie                             | 5:21 |
| 5.  | Koi wa Groovy x2 (恋はgroovy×2)                                                                          | Kenn Kato                                     | Minami Shunsuke                    | 3:37 |
| 6.  | Miss You                                                                                                 | Shiratori Maika                               | Shiratori Maika, Yasuhara Hyoe     | 5:05 |
| 7.  | Anata ga Iru Kagiri / A World to Believe In (avec Céline Dion) (あなたがいる限り/ A World to Believe In) | Kobayashi Natsumi, Tino Izzo, Rosanna Ciciola | Tino Izzo, Rosanna Ciciola         | 4:09 |
| 8.  | Urban Mermaid                                                                                            | Hiwatari Sutsuka                              | Tanaka Hayato, Masaaki Asada       | 3:56 |
| 9.  | Mahaloha (avec Micro of Def Tech)                                                                        | Yuna Itō, Micro                               | Shimoyama Ryohei, Yuna Itō & Micro | 4:03 |
| 10. | I'm Here                                                                                                 | 野口圭                                        | 原一博                             | 4:43 |
| 11. | Truth | 田久保真見, ck510                             | HΛL                                | 5:38 |
| 12. | Losin'                                                                                                   | HUB                                           | SiZK, ViVi                         | 4:10 |
| 13. | Stuck on You                                                                                             | HUB                                           | Haya10, Maestro-T                  | 4:18 |
| 14. | Precious                                                                                                 | Noguchi Kei                                   | Tanaka Hayato, Maestro-T           | 5:47 |
| 15. | Pureyes                                                                                                  | Kenn Kato                                     | 山口寛雄, 中野定博                 | 4:46 |
| 16. | Faith | Kenn Kato                                     | Bounceback, 今井了介               | 4:47 |
| 17. | Endless Story                                                                                            | Dawn Ann Thomas, ats                          | Dawn Ann Thomas, HΛL               | 5:04 |

| 1. | Hard to Say I'm Sorry (Chicago reprise)                     | 3:43 |
| 2. | She (reprise d'Elvis Costello)                              | 3:27 |
| 3. | I Don't Want to Miss a Thing (reprise d'Aerosmith)          | 4:54 |
| 4. | My Heart Will Go On (reprise de Céline Dion)                | 4:44 |
| 5. | These Boots Are Made for Walkin' (reprise de Nancy Sinatra) | 3:33 |
| 6. | Hero (reprise de Mariah Carey)                              | 4:19 |

| 1.  | Mamotte Agetai                                                 |  |
| 2.  | Let It Go                                                      |  |
| 3.  | Ima Demo Aitai yo... (avec Spontania)                          |  |
| 4.  | Trust you                                                      |  |
| 5.  | Koi wa groovy×2                                                |  |
| 6.  | Miss You                                                       |  |
| 7.  | Anata ga Iru Kagiri / A World to Believe In (avec Celine Dion) |  |
| 8.  | Urban Mermaid                                                  |  |
| 9.  | Mahaloha (avec Micro of Def Tech)                              |  |
| 10. | I'm Here                                                       |  |
| 11. | Truth                                                          |  |
| 12. | Losin'                                                         |  |
| 13. | Stuck on You                                                   |  |
| 14. | Precious                                                       |  |
| 15. | Pureyes                                                        |  |
| 16. | Faith                                                          |  |
| 17. | Endless Story                                                  |  |
| 18. | Love Extra Edition (bonus track)                               |  |